# KK Rabotnički Skopje
Maillots
Le Košarkarski Klub Rabotnicki Skopje, ou KK Rabotnicki Skopje est la section basket-ball du club omnisports macédonien du Rabotnicki Skopje. Il évolue en First League, soit la première division du championnat de Macédoine. Le club est basé dans la ville de Skopje, la capitale.

## Noms successifs
- Depuis 2001 : Fersped-Rabotnicki
- ? - 2001 : Godel-Rabotnicki

## Palmarès
| Compétitions nationales | Compétitions nationales disparues | Compétitions internationales                                                                           |
| - Championnat de Macédoine (15) : - Champion : 1993, 1994, 1995, 1996, 1997, 1998, 1999, 2001, 2002, 2003, 2004, 2005, 2006, 2009, 2018. - Coupe de Macédoine (10) : - Vainqueur : 1993, 1994, 1998, 2003, 2004, 2005, 2006, 2011, 2015, 2019. - Supercoupe de Macédoine (2) : - Vainqueur : 2001, 2011. | - Championnat de la République de Macédoine (9) : - Champion : 1948, 1949, 1950, 1951, 1952, 1960, 1961, 1963, 1964. - Coupe de la République de Macédoine (4) : - Vainqueur : 1976, 1983, 1985, 1988. | - FIBA Europe Conference South (0) : - Finaliste : 2004. - Ligue des Balkans (1) : - Vainqueur : 2009. |

## Joueurs et personnalités du club

### Entraîneurs
- 1966-1972 :  Lazar Lečić
- 1971-1985 :  Aleksandar Knjazev
- 1986-1994 :  Aleksandar Knjazev
- 1994-2000 :  Marin Dokuzovski
- 2003-2004 :  Marin Dokuzovski
- 2005 :  Marin Dokuzovski
- 2007-2009 :  Marin Dokuzovski
- 2011 :  Marin Dokuzovski
- 2011 :  Marjan Srbinoski
- 2013-2014 :  Emil Rajković
- 2014 :  Marin Dokuzovski
- 2014-2015 :  Marjan Srbinoski
- 2015-2019 :  Marin Dokuzovski
- 2019- :  Dimitar Mirakovski

### Joueurs emblématiques
- Čavdar Kostov
- Petar Naumoski
- William Njoku
- Luka Pavićević